# 久米重治
久米重治（くめ じゅうじ、1946年3月1日 - 2008年5月9日）は日本の大蔵官僚。横浜税関長、大臣官房審議官（関税局担当）、印刷局長などを歴任。趣味はスポーツ観戦。血液型はB型。

## 来歴
大阪府泉南郡出身（父は徳島県、母は三重県）。大阪府立北野高等学校、東京大学法学部卒業。1968年 大蔵省に入省（理財局資金課）。1973年7月 大館税務署長。外務省在インド日本大使館勤務、理財局国有財産総括課長補佐（総括・総務・審査）、理財局資金第一課長補佐、大阪税関総務部長、理財局総務課たばこ塩事業室長、東京税関総務部長などを経て、1991年6月 経済企画庁総合計画局計画課長。1993年6月25日 横浜税関長。1994年7月1日 大臣官房審議官（関税局担当）。1996年7月12日 印刷局長。1997年7月15日 退官。同年7月 国民金融公庫理事。1999年11月 親和銀行顧問。2000年6月 同行専務。2002年4月 九州親和ホールディングス専務。

## 略歴
- 1968年4月：大蔵省に入省（理財局資金課）。
- 1969年10月：大阪国税局調査部。
- 1970年8月：大臣官房調査企画課。
- 1971年7月：経済企画庁調整局財政金融課専門調査員[4]。
- 1973年7月：大館税務署長。
- 1974年7月：大臣官房付（外務研修）。
- 1975年5月：外務省在インド日本大使館二等書記官。
- 1978年4月：外務省在インド日本大使館一等書記官。
- 1978年7月：理財局国有財産総括課長補佐（総括・総務・審査）[2]。
- 1979年7月：理財局資金第一課長補佐。
- 1980年7月：理財局地方資金課長補佐。
- 1981年7月：大阪税関総務部長。
- 1983年6月：大臣官房企画官 兼 大臣官房日本専売公社監理官室長。
- 1985年4月：理財局総務課たばこ塩事業室長。
- 1985年6月：東京税関総務部長。
- 1987年7月：国税庁間税部酒税課長。
- 1989年6月：関税局輸入課長。
- 1991年6月：経済企画庁総合計画局計画課長。
- 1993年6月25日：横浜税関長。
- 1994年7月1日：大臣官房審議官（関税局担当）。
- 1996年7月12日：印刷局長。
- 1997年7月15日：退官。